# Roy Lewis
Roy Lewis (Felixstowe, 6 novembre 1913 – 9 ottobre 1996) è stato uno scrittore, giornalista e editore inglese. È divenuto famoso specialmente grazie alla sua opera Il più grande uomo scimmia del Pleistocene.

## Biografia
Sebbene fosse nato a Felixstowe, Lewis è cresciuto nel Birmingham. Ha studiato presso la King Edward's School, poi ad Oxford, dove si è laureato nel 1934; infine ha frequentato anche la London School of Economics. Iniziò la sua carriera come economista, ma il lavoro di editore che gli venne offerto dal giornale locale Statist gli fece capire quale fosse in realtà la sua vera passione: il giornalismo. Nel 1938 si prese un anno sabbatico, durante il quale viaggiò in Australia ed in India. Nel 1939, dopo il suo ritorno in Inghilterra, si sposò con Christine Tew, con cui ebbe due figlie.
Nel 1939 inizia la sua collaborazione con Randal Heymanson al giornale Vital News, distribuito solo ad alcuni banchieri e politici, sia inglesi sia americani. Dal 1943 al 1946 ha lavorato presso Peking Syndicate, una ditta specializzata in investimenti in Cina; in seguito lascia questo lavoro per diventare giornalista del settimanale Scope. Ha lavorato per The Economist dal 1952 al 1961, come inviato a Washington. Arriva a stabilirsi definitivamente in Inghilterra nel 1961, quando viene assunto come giornalista per il The Times, giornale con cui lavorerà fino al pensionamento, nel 1971.
Nel 1957 fonda il Keepsake Press, inizialmente per stampare libriccini per famiglie. Nel giro di poco tempo la produzione diviene prolifica, seppure a bassa tiratura: infatti entro il 1990, quando è stato costretto dalla malattia a smettere, ha pubblicato più di cento titoli. Oltre al libro che lo ha reso famoso, ha scritto anche altri tre racconti nella vecchiaia (tra il 1990 ed il 1995), delle provocatorie reinterpretazioni dell'epoca Vittoriana.

## Opere
- Il più grande uomo scimmia del Pleistocene (1960). Il libro comico che lo ha reso famoso, inizialmente uscito in sei puntate. In questo libro, in cui il narratore è il figlio di colui che scoprì il fuoco, la famiglia di questi, per prevenire ulteriori scoperte, data la sua abitudine di rivelarle alle altre tribù, ricorre a drastici rimedi, come si capisce dal sottotitolo che il libro ha nella sua ultima versione in lingua originale (The Evolution Man - Or, How I Ate My Father, letteralmente L'uomo dell'evoluzione - O come mangiai mio padre).
- La vera storia dell'ultimo re socialista (1990)
- Una passeggiata con Mr Gladstone (1991)